# Erkki Antila
Erkki Lauri Johannes Antila (Jurva, 14 luglio 1954 – 28 ottobre 2023) è stato un biatleta finlandese.
È padre di Timo, a sua volta biatleta di alto livello.

## Biografia
Originario di Jurva, comune in seguito accoprato a Kurikka, in carriera prese parte a un'edizione dei Giochi olimpici invernali, Lake Placid 1980 (12° nella sprint, 5° nell'individuale, 7° nella staffetta), e a sei dei Campionati mondiali, vincendo quattro medaglie.

## Palmarès

### Mondiali
- 4 medaglie:
  - 3 argenti (staffetta a Lillehammer 1977; staffetta a Ruhpolding 1979; sprint[3] a Lahti 1981)
  - 1 bronzo (individuale[3] a Lahti 1981)